# Rohatyniec borneański
 Rohatyniec borneański (Xylotrupes gideon) – gatunek chrząszcza z rodziny poświętnikowatych (Scarabaeidae). Samce są przystosowane do walk o samicę. Wśród rohatyńców zdarza się, że w czasie walki dwóch samców trzeci odbywa kopulację z samicą. Samce posiadają wspaniałe rogi, którymi mogą walczyć ze sobą i przesuwać różne ciężkie (stosunkowo) przedmioty. W czasie swojego życia wydają na świat dużo potomstwa. Z jaj wykluwają się pędraki, które przemieniają się w poczwarkę, która z kolei przeobraża się w owada dorosłego. Rohatyńce te żyją ok. 6 miesięcy. Często są również hodowane w terrariach. Hodowla ich nie jest trudna, lecz wymaga cierpliwości, ponieważ okres od jaja do imago (postać dorosła owada) trwa nawet do roku.